# Arrondissement électoral de Lucerne-campagne
L’arrondissement électoral de Lucerne-campagne (en allemand Wahlkreis Luzern-Land) est l'un des six arrondissements électoraux du canton de Lucerne depuis le 1er janvier 2013.

## Communes
| Nom           | N° OFS | Population (décembre 2022) |
| ------------- | ------ | -------------------------- |
| Adligenswil   | 1051   | +005 504,                  |
| Buchrain      | 1052   | +006 621,                  |
| Dierikon      | 1053   | +001 609,                  |
| Ebikon        | 1054   | +014 469,                  |
| Gisikon       | 1055   | +001 460,                  |
| Greppen       | 1056   | +001 196,                  |
| Horw          | 1058   | +015 043,                  |
| Kriens        | 1059   | +028 983,                  |
| Malters       | 1062   | +007 691,                  |
| Meggen        | 1063   | +007 716,                  |
| Meierskappel  | 1064   | +001 596,                  |
| Root          | 1065   | +005 498,                  |
| Schwarzenberg | 1066   | +001 796,                  |
| Udligenswil   | 1067   | +002 455,                  |
| Vitznau       | 1068   | +001 461,                  |
| Weggis        | 1069   | +004 570,                  |
| Total         | Total  | +108 180,                  |